# Offshore-vindenergi
Offshore-vindenergi eller offshore-vindkraft er brugen af vindmølleparker konstrueret i vandmasser, oftest i havet, til at høste vindenergi for at generere elektricitet. Vindmølleparkerne placeres typisk i havet, da der er kraftigere vind end på land og der er færre NIMBY-relaterede problemer med beboere i nærområdet.